# Viborgs och Nyslotts län
Viborgs och Nyslotts län var ett svenskt län 1634-1721. Genom Freden i Nystad 1721 avträddes den östra delen av länet till Ryssland, och återstoden av länet bytte namn till Kymmenegårds och Nyslotts län.
|  |  |

## Landshövdingar
- Åke Eriksson Oxenstierna 1634–1637
- Erik Gyllenstierna 1637–1641
- Karl Mörner 1641–1644 Viborgs län
- Johan Rosenhane 1644–1650 Viborgs län
- Herman Fleming 1641–1645 Nyslotts län
- Mikael von Jordan 1645–1650 Nyslotts län
- Johan Rosenhane 1650–1655
- Axel Axelsson Stålarm 1655-1656
- Anders Koskull 1656–1657
- Erik Kruse 1657–1658
- Jakob Törnsköld 1658–1667
- Conrad Gyllenstierna 1667–1674
- Fabian Wrede 1675–1681
- Carl Falkenberg 1681–1686
- Anders Lindhielm 1689–1704
- Georg Lybecker 1705–1712